# Saison 3 de The Listener
Chronologie
Saison 2 Saison 4
Cet article présente les treize épisodes de la troisième saison de la série télévisée canadienne The Listener.

## Synopsis
Toby Logan, jeune ambulancier de 25 ans, est un télépathe. Il a cette faculté de lire dans les pensées les plus intimes des gens depuis son enfance. Toby voit cette capacité comme une malédiction. Cependant, il partage ce secret avec son mentor et confident, le Dr Ray Mercer. Un jour, alors qu'il traverse la ville de Toronto dans son ambulance avec son partenaire Osman « Oz » Bey, il entend une femme appeler au secours. Ils se rendent sur place et sauvent la jeune femme. C'est ainsi, avec l’aide du lieutenant Charlie Marks et de sa copine le Dr Olivia Fawcett, que Toby va rapidement se rendre compte qu’il peut utiliser son don pour aider et sauver des personnes.

## Distribution

### Acteurs principaux
- Craig Olejnik (V. F. : Yann Peira) : Toby Logan
- Ennis Esmer (V. F. : Julien Sibre) : Osman « Oz » Bey
- Mylène Dinh-Robic (V. F. : Fily Keita) : Dr Olivia Fawcett
- Lauren Lee Smith (V. F. : Laura Préjean) : sergent Michelle McCluskey
- Rainbow Sun Francks (V. F. : François Delaive) : Dev Clark

### Acteurs récurrents
- Peter Stebbings (V. F. : Vincent Ropion) : Alvin Klein, chef de McCluskey et Dev
- Tara Spencer-Nairn (en) (V. F. : Magali Rosenzweig) : l'infirmière Sandy
- Arnold Pinnock (en) (V. F. : Bruno Henry) : George Ryder
- Kristen Holden-Ried (V. F. : Éric Aubrahn) : Adam, le mari de Michelle
- Melanie Scrofano (V. F. : Sylvie Jacob) : Tia Tremblay
- Greg Ellwand (V. F. : Jean-François Vlérick) : le sénateur Jeremy Price
- Rachel Skarsten (V. F. : Caroline Lallau) : Elyse

### Invités
- Ian Tracey (V. F. : Pierre-François Pistorio) : Pinto (épisode 1)
- Rossif Sutherland (V. F. : Fabien Jacquelin) : Anthony Wallace (épisode 1)
- Tony Craig : le sergent Craig (épisode 1)
- Christopher Bolton : James McCallan (épisode 2)
- Matt Baram : Corey Rollins (épisode 2)
- Martin Donovan : Michael Morrissey (épisode 2)
- James Collins   (V. F. : Gérard Surugue) : Daniel Fallon (épisode 2)
- Janet Porter : Robin Wise, avocate (épisodes 2 et 8)
- Fefe Dobson (V. F. : Alice Taurand) : Jade (épisode 3)
- Wes Williams (V. F. : Frantz Confiac) : Jason Coleman (épisode 3)
- K.C. Collins : Kwesi Hanson (épisode 4)
- Stephan James (V. F. : Namakan Koné) : Ibrahim Ayim (épisode 4)
- Eugene Clark (V. F. : Saïd Amadis) : Abbassi Ayim (épisode 4)
- Yanna McIntosh (V. F. : Murielle Naigeon) : Reta Bello (épisode 4)
- Chad Faust (V. F. : Sylvain Agaësse) : Manny Mason (épisode 5)
- James Allodi (V. F. : Jean-François Aupied) : Whelan (épisode 5)
- John Ralston (V. F. : Jérôme Rebbot) : Mitch Deerfoot (épisode 6)
- Rachel Skarsten (V. F. : Caroline Lallau) : Elyze (épisode 6 et 7)
- Adam Butcher (V. F. : Yoann Sover) : Ben (épisode 6)
- Laura de Carteret (V. F. : Maïté Monceau) : Mary Donleavy (épisode 6)
- Terra Vnesa : Blaire Donleavy (épisode 6)
- Janick Hebert (V. F. : Françoise Escobar) : Nina (épisode 6)
- Simon Reynolds : Jim Georges (épisode 6)
- Barclay Hope (V. F. : Philippe Vincent) : Thomas Vallance (épisode 7)
- Dion Johnstone (V. F. : Serge Faliu) : Harold Kalb (épisode 7)
- Judah Katz (V. F. : Loïc Houdré) : Jeffrey Brandt (épisode 7)
- Debra McCabe (V. F. : Françoise Cadol) : Claire Brandt (épisode 7)
- Peter Outerbridge (V. F. : Renaud Marx) : Magnus Elphrenson (épisode 8)
- Sergio Di Zio : Spike (épisode 8)
- Kristopher Turner (V. F. : Adrien Antoine) : Gregory Harrow (épisode 8)
- Chuck Shamata : Charles Harrow (épisode 8)
- Rachael Ancheril (V. F. : Françoise Escobar) : sergent Erin White (épisode 8)
- Bill Lake (V. F. : Patrick Préjean) : colonel Ranna (épisode 8)
- Corey Sevier (V. F. : Jérôme Berthoud) : Kyle Burrows (épisode 9)
- Tim Fellingham (V. F. : Jérémy Bardeau) : Thomas Szabo (épisode 9)
- Grace Lynn Kung (V. F. : Marie Zidi) : Lucy Estevez (épisode 9)
- Glen Suitor (V. F. : Philippe Siboulet) : Glen Suitor (épisode 9)
- James Gilbert : Steven Lynde (épisode 9)
- Emily Bartlett : Franca Burrows (épisode 9)
- Daniel Fathers (V. F. : Patrick Borg) : Dr Julian Hennessey (épisode 10)
- Krista Bridges (V. F. : Laura Zichy) : Kelly (épisode 10)
- Robin Kasyanov : Karl Stiles (épisode 10)
- Jeff Geddis (V. F. : Sébastien Finck) : Tim Lamb / capitaine Nightfall (épisode 11)
- Kenneth Welsh (V. F. : Bernard Tiphaine) : Albert Jacoby (épisode 11)
- Carolyn Goff (V. F. : Véronique Soufflet) : Julia Lamb (épisode 11)
- Andrew Kraulis (V. F. : Nicolas Djermag) : Reggie Danks (épisode 12)
- Milton Barnes (V. F. : Jean-Baptiste Anoumon) : l'agent Partak (épisode 13)
- Eugene Lipinski (V. F. : Paul Borne) : l'adjoint du chef de la police Walter Heath (épisode 13)

## Liste des épisodes

### Épisode 1:Otage
- Canada : 30 mai 2012 sur CTV[2]
- France : 7 janvier 2013 sur 13ème rue[3]
- Québec : 16 avril 2013 sur AddikTV

- Canada : 1,09 million de téléspectateurs[4] (première diffusion)

Résume : Toby entre dans une banque afin de retirer de l’argent , une fois sorti il fonce dans un jeune homme. Toby lit dans ses pensées et découvre que ce dernier va braquer la banque. Toby décide de retourner dans la banque et se retrouve bientôt entre les mains des braqueurs.

### Épisode 2:Affaire classée?
- Canada : 6 juin 2012 sur CTV
- France : 7 janvier 2013 sur 13ème rue[3]
- Québec : 23 avril 2013 sur AddikTV

- Canada : 1,02 million de téléspectateurs[5] (première diffusion)

### Épisode 3:La Rançon du succès
- Canada : 13 juin 2012 sur CTV
- France : 7 janvier 2013 sur 13ème rue[3]
- Québec : 30 avril 2013 sur AddikTV

- Canada : 988 000 téléspectateurs[6] (première diffusion)

### Épisode 4:Enlèvement
- Canada : 20 juin 2012 sur CTV
- France : 14 janvier 2013 sur 13ème rue[3]
- Québec : 7 mai 2013 sur AddikTV

- Canada : 1,15 million de téléspectateurs[7] (première diffusion)

### Épisode 5:Une ombre au tableau
- Canada : 27 juin 2012 sur CTV
- France : 14 janvier 2013 sur 13ème rue[3]
- Québec : 14 mai 2013 sur AddikTV

- Canada : 864 000 téléspectateurs[8] (première diffusion)

### Épisode 6:La Secte Artemis
- Canada : 11 juillet 2012 sur CTV
- France : 21 janvier 2013 sur 13ème rue[3]
- Québec : 21 mai 2013 sur AddikTV

- Canada : 971 000 téléspectateurs[9] (première diffusion)

### Épisode 7:Esprits empoisonnés
- Canada : 18 juillet 2012 sur CTV
- France : 21 janvier 2013 sur 13ème rue[3]
- Québec : 28 mai 2013 sur AddikTV

- Canada : 812 000 téléspectateurs[10] (première diffusion)

### Épisode 8:Douce Vengeance
- Canada : 25 juillet 2012 sur CTV
- France : 28 janvier 2013 sur 13ème rue[3]
- Québec : 4 juin 2013 sur AddikTV

- Canada : 882 000 téléspectateurs[11] (première diffusion)

### Épisode 9:Double Erreur
- Canada : 15 août 2012 sur CTV
- France : 28 janvier 2013 sur 13ème rue[3]
- Québec : 11 juin 2013 sur AddikTV

- Canada : 1,1 million de téléspectateurs[12] (première diffusion)

### Épisode 10:Contagion
- Canada : 22 août 2012 sur CTV
- France : 4 février 2013 sur 13ème rue[3]
- Québec : 18 juin 2013 sur AddikTV

- Canada : 1,04 million de téléspectateurs[13] (première diffusion)

### Épisode 11:Le Justicier de l'ombre
- Canada : 29 août 2012 sur CTV
- France : 4 février 2013 sur 13ème rue[3]
- Québec : 25 juin 2013 sur AddikTV

- Canada : 1,07 million de téléspectateurs[14] (première diffusion)

### Épisode 12:Dangereux paris
- Canada : 5 septembre 2012 sur CTV
- France : 11 février 2013 sur 13ème rue[3]
- Québec : 2 juillet 2013 sur AddikTV

- Canada : 948 000 téléspectateurs[15] (première diffusion)

### Épisode 13:Sur le banc des accusés
- Canada : 12 septembre 2012 sur CTV
- France : 11 février 2013 sur 13ème rue[3]
- Québec : 9 juillet 2013 sur AddikTV

- Canada : 1,08 million de téléspectateurs[16] (première diffusion)